# Nólsoy (ort)
Nólsoy (IPA: [ˈnœlsɔi], danska: Nolsø) är den enda orten på ön Nólsoy, en av de öar som utgör Färöarna. Samhället hade vid folkräkningen 2015 217 invånare och tillhör Torshamns kommun. Från Nólsoy går det färjor över till huvudstaden Torshamn, en båtresa som tar cirka 20 minuter. Nólsoy utgjorde tidigare en egen kommun, Nólsoy kommun, men sedan kommunreformen 2005 gick den ihop med Torshamns.

## Befolkningsutveckling
| Befolkningsutvecklingen i Nólsoy 1985–2015 | Befolkningsutvecklingen i Nólsoy 1985–2015 | Befolkningsutvecklingen i Nólsoy 1985–2015 | Befolkningsutvecklingen i Nólsoy 1985–2015 | Befolkningsutvecklingen i Nólsoy 1985–2015 |
| ------------------------------------------ | ------------------------------------------ | ------------------------------------------ | ------------------------------------------ | ------------------------------------------ |
|                                            |                                            |                                            |                                            |                                            |
| År                                         |                                            |                                            | Folkmängd                                  |                                            |
| 1985                                       | 1985                                       |                                            | 322                                        |                                            |
| 1990                                       | 1990                                       |                                            | 304                                        |                                            |
| 1995                                       | 1995                                       |                                            | 236                                        |                                            |
| 2000                                       | 2000                                       |                                            | 258                                        |                                            |
| 2005                                       | 2005                                       |                                            | 256                                        |                                            |
| 2010                                       | 2010                                       |                                            | 246                                        |                                            |
| 2015                                       | 2015                                       |                                            | 217                                        |                                            |
|                                            |                                            |                                            |                                            |                                            |